# Thomas Galloway
Thomas Galloway (* 26. Februar 1796 in Symington, South Lanarkshire; † 1. November 1851 in London) war ein schottischer Mathematiker und Astronom.
Galloway studierte ab 1812 an der University of Edinburgh insbesondere Mathematik bei William Wallace. 1823 wurde er Mathematiklehrer am Royal Military College Sandhurst und 1833 wurde er Versicherungsmathematiker beim Amicable Life Assurance Office in London.
1834 wurde er Fellow der Royal Society, deren  Royal Medal er 1848 erhielt für seinen Aufsatz über die Eigenbewegung der Sonne (On the Proper Motion of the Solar System, Philosophical Transactions of the Royal Society of London 137, 1848, pp. 79–109; Vortrag gehalten am 15. April 1847). Ebenfalls 1829 wurde er Fellow der Royal Astronomical Society.
Er trug astronomische und mathematische Artikel zur 7. Auflage der Encyclopedia Britannica bei, sein Artikel zur Wahrscheinlichkeitstheorie wurde auch separat gedruckt.
Er heiratete eine Tochter von William Wallace.